# Rudo Prekop
Rudo Prekop (* 13. dubna, 1959 v Košicích) je slovenský fotograf a vysokoškolský pedagog, který tvoří v Čechách a na Slovensku. 

## Život
Narodil se v Košicích do rodiny dětského lékaře Rudolfa Prekopa a knihovnice Marie, rozené Takácsové. Absolvoval Střední umělecko-průmyslovou školu v Košicích, obor užitá fotografie (1974–1978), kde ho pedagogicky ovlivnil Ivo Gil. Za středoškolských studií byl v roce 1977 jedním z organizátorů mezioborové výstavy …Od trinástej komnaty, která byla předčasně ukončená StB. Protože po škole nemohl najít v Košicích práci, přestěhoval se do Prahy, kde dva roky pracoval jako asistent kamery u Krátkého filmu. V letech 1980–1986 vystudoval fotografii na FAMU u profesora Jána Šmoka. Po dokončení studií absolvoval roční vojenskou službu v Uherském Hradišti (1986/1987). Během studií se seznámil a spolupracoval s teoretičkou umění Annou Fárovou. V letech 1986–2002 byl fotografem ve svobodném povolání. V letech 1993–2002 vyučoval externě na katedře fotografie FAMU v Praze, od roku 2002 je kmenovým vedoucím studiového ateliéru tamtéž. V roce 2007 zde byl jmenován  docentem, v roce 2018 profesorem. Na katedře umění Technické univerzity v Košicích založil ateliér fotografie, kde v letech 2011–2013 také externě vyučoval. 
Po smrti Andyho Warhola v roce 1987 spolu s Michalem Cihlářem vyvíjel snahy otevřít jeho muzeum v Medzilaborcích, což se jim podařilo v roce 1991. Je spoluautorem knihy Andy Warhol a Československo vydané v roce 2011.
Patří do tzv. slovenské nové vlny spolu s Vasilem Stankem, Tono Stanem, Kamilem Vargou, Miro Švolíkem a Peterem Župníkem, kteří v první polovině 80. let bourali zaběhnutá klišé inscenované fotografie.

## Fotografie
Fotografuje převážně černobíle na čtvercový formát. Zajímá se o symboliku zátiší, například v jeho cyklech Pocty, Pomníky, Květiny a Hrdinové. Kompozici velmi pečlivě připravuje. Kolem postaveného zátiší chodí dny, týdny, měsíce, až nalezne tu poslední „třešničku na dortu“, aby mohl exponovat. V jeho pracích je postmoderní estetika. Své mikrosvěty sestavuje z nalezených předmětů podobně jako František Skála. Okouzluje ho, když odložené předměty původních majitelů uvádí znovu do života. Z předmětů vytváří fantaskní oltáře a pomníky. Na surrealismus navazuje tím, jak spojuje nespojitelné - zdánlivě odlišné předměty do jednoho celku podobně jako Vratislav Effenberger. Nepokračuje ve tvorbě Josefa Sudka nebo Svobody, ale spíše Evy Fukové nebo Emily Medkové. Nejvíce je vidět podobnost v díle Evy a Jana Švankmajerových.

## Citáty
Jan Samec z karlovarské galerie o Rudo Prekopovi řekl:
Nepatří k experimentátorům, kteří mají v programu bourání bariér, ale můžeme ho vnímat jako inscenátora vizí, objevitele zapomenutých či odhozených věcí, originálního interpreta živé i neživé přírody, vykladače pomyslných snů, manipulátora světla a tmy, vypravěče náznaků i zámlk; můžeme ho pojmenovat fetišistickým surrealistou, aranžérem bizarních situací a kombinací, hledačem náhodných příběhů i nečekaných sdělení,...

## Cykly
- Nalezené snímky
- Reálovky
- Aranže
- Inscenace
- Zátiší
- Trilogie
- Pocty
  - Pocta rostlinám
- Pomníky
- Květiny
- Hrdinové